# Herbert Kloiber

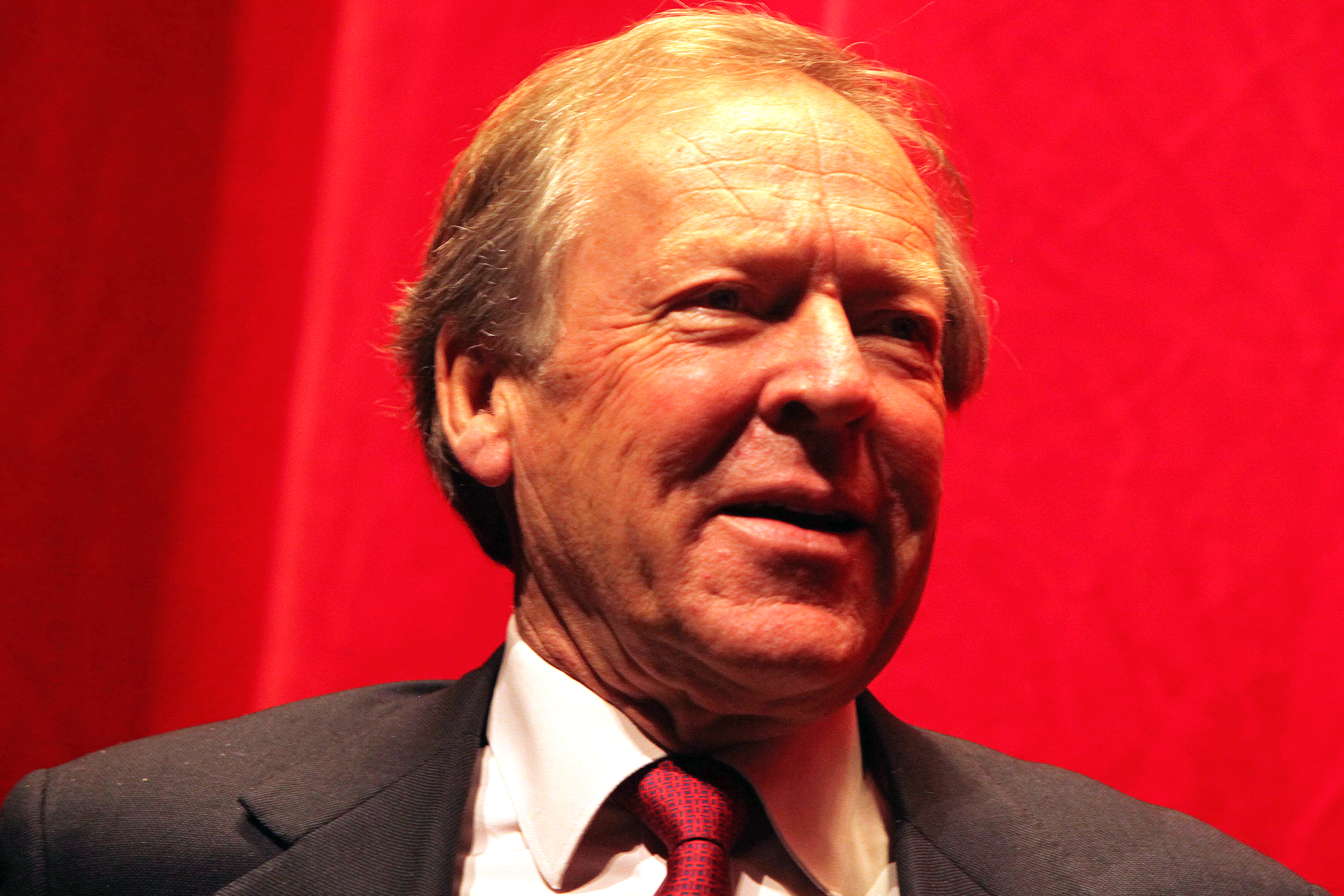
Herbert Kloiber bei der Berlinale 2015

Herbert G. Kloiber (* 6. Dezember 1947 in Wien) ist ein österreichischer Filmrechtehändler und ehemaliger Besitzer der Münchner Unternehmen Tele München Gruppe und Tele 5. Weiter hielt Kloiber bis zum Verkauf an Vue Entertainment 84,58 % Prozent der Aktien der Kinokette CinemaxX AG.

## Leben
Kloiber ist ein Sohn eines Wiener Industriellen und promovierter Jurist.
1970 bis 1976 war Kloiber bei der Beta Film/Taurus Film des Münchener Filmrechtehändlers Leo Kirch für Filmeinkäufe zuständig.
1977 kaufte er mit Fritz Buttenstedt die Tele München GmbH.
Er ist Träger des  „Directorate Award“ für langjähriges und erfolgreiches Engagement im Mediengeschäft beim 32. internationalen Emmy Award 2004.
Der Sender ATV teilte 2008 in einer Aussendung mit: „Der Verkauf des Anteils-Pakets der BAWAG P.S.K. am österreichischen Privatsender ATV an den Hauptgesellschafter Herbert Kloiber ist unter Dach und Fach. Kloiber hält nun 99,67 Prozent an ATV.“
Als Honorar-Professor an der Hochschule für Fernsehen und Film München leitet er die Abteilung Produktion und Medienwirtschaft.
Ende August 2016 gab Kloiber bekannt, ATV verkaufen zu wollen. Er bezeichnete ATV als seinen größten Fehler. Er habe mit dem Sender einen Verlust in zweistelliger Millionenhöhe gemacht. Schon früh zeichnete sich als ernstzunehmender Käufer die deutsche ProSiebenSat.1-Gruppe ab, zu der auch der österreichische Sender Puls 4 gehört. Am 6. Februar 2017 wurde schließlich die Übernahme durch ProSiebenSat.1 vertraglich beschlossen.
Zur Übernahme der Kinokette Cinemaxx durch das britische Unternehmen Vue Entertainment veräußerte Herbert Kloiber 2012 seinen knapp 85%igen Aktienanteil am Unternehmen mit Sitz in Hamburg.

## Filmografie (Auswahl)
als Produzent
- 2004: Abgefahren – Mit Vollgas in die Liebe

## Auszeichnungen
- 2022: Platin-Romy für das Lebenswerk[2]